# Дрелюв
Дрелюв (пол. Drelów) — деревня в Бяльском повете Люблинского воеводства Польши. Административный центр гмины Дрелюв. По данным переписи 2011 года, в деревне проживало 938 человек.

## География
Деревня расположена на востоке Польши, на расстоянии приблизительно 22 километров к юго-западу от города Бяла-Подляска, административного центра повета. Абсолютная высота — 148 метров над уровнем моря. Через населённый пункт проходит региональная автодорога 813.

## История
В конце XVIII века Дрелюв входил в состав Мельникского повета Подляшского воеводства. Согласно «Справочной книжке Седлецкой губернии на 1875 год» деревня входила в состав гмины Загайки Радинского уезда Седлецкой губернии. В период с 1975 по 1998 годы входила в состав Бяльскоподляского воеводства.

## Население
Демографическая структура по состоянию на 31 марта 2011 года:
|         | Всего | До трудоспособного возраста | Трудоспособного возраста | Старше трудоспособного возраста |
| ------- | ----- | --------------------------- | ------------------------ | ------------------------------- |
| Мужчины | 494   | 98                          | 349                      | 47                              |
| Женщины | 444   | 86                          | 262                      | 96                              |
| Всего   | 938   | 184                         | 611                      | 143                             |